# Olle Engstrand
Karl Erik Olof Engstrand, känd som Olle Engstrand, född 24 augusti 1943 i Uppsala, är en svensk språkforskare och professor emeritus i fonetik vid Institutionen för lingvistik vid Stockholms universitet.
Olle Engstrand avlade studentexamen som helklassiker vid Katedralskolan i Uppsala 1963. Han har varit verksam vid lingvistikinstitutionerna vid universiteten i Uppsala, Umeå och Los Angeles (UCLA). Hans forskning har bland annat handlat om barns tidiga språkutveckling och om likheter och skillnader mellan ljudsystemen i världens språk. Mellan 1998 och 2003 ledde han Riksbanksprojektet De svenska dialekternas fonetik och fonologi år 2000 (Swedia 2000). Han är medlem av Council of the International Phonetic Association.
Förutom ett hundratal artiklar (bland annat bidrag till internationella tidskrifter och konferenser) har Engstrand publicerat kursböcker, populärvetenskapliga verk och fiktion.